# Kanton Guémené-sur-Scorff
Kanton Guémené-sur-Scorff (francouzsky Canton de Guémené-sur-Scorff) je francouzský kanton v departementu Morbihan v regionu Bretaň. Tvoří ho 10 obcí.

## Obce kantonu
- Le Croisty
- Guémené-sur-Scorff
- Kernascléden
- Langoëlan
- Lignol
- Locmalo
- Persquen
- Ploërdut
- Saint-Caradec-Trégomel
- Saint-Tugdual